# Nikon D2H
Nikon D2H — цифровой зеркальный фотоаппарат, анонсированный компанией Nikon 22 июля 2003 года. В камере используется сенсор JFET-LBCAST, соответствующий формату Nikon DX (кроп-фактор 1.5x).
В 2005 году была выпущена камера D2Hs, сменившая D2H на рынке.
D2H и D2Hs являются «скоростными» фотоаппаратами, что предусматривает возможность скоростной съёмки (до 8 кадров в секунду у D2Hs) и наличие большого буфера (до 40 JPEG, до 35 TIFF или до 26 Raw у D2Hs).

## Отличия D2Hs
D2Hs в целом схожа с D2H за исключением ряда нововведений:
- новая система замера света и алгоритм автофокусировки при помощи модуля Multi-CAM-2000;
- поддержка модулей GPS и беспроводных модулей;
- увеличенный буфер и возможности по скоростной съемке;
- новые языки меню;
- и другие.